# Wittenburg

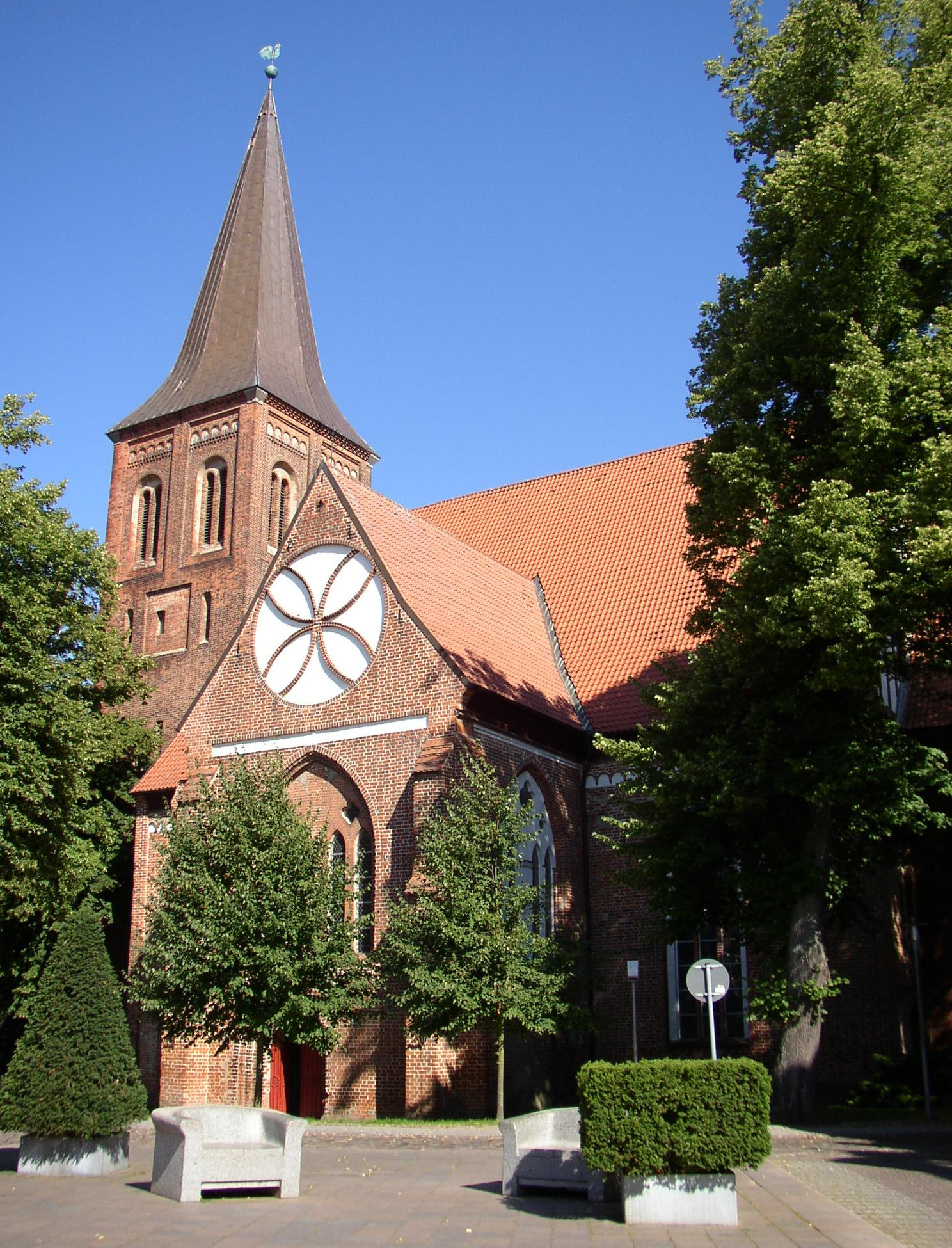
Nhà thờ St. Bartholomew

Wittenburg là một đô thị ở huyện Ludwigslust, Mecklenburg-Western Pomerania, Đức. Dân số đô thị này cuối năm 2006 là 4924 người, diện tích 46,25 km².
Wittenburg nằm ở phía tây của Mecklenburg-Vorpommerns. Các khu vực Helm, Klein Wolde, Wölzow và Ziggelmark thuộc Wittenburg.